# Ниспорто (Ливорно)
Ниспорто је насеље у Италији у округу Ливорно, региону Тоскана.
Према процени из 2011. у насељу је живело 21 становника. Насеље се налази на надморској висини од 16 м.